# Новоюзеево
Новоюзеево (баш. Яңы Йүзәй) — село в Шаранском районе Республики Башкортостан Российской Федерации. Входит в состав Нижнеташлинского сельсовета. Известно как деревня с 1786 года, в 1914—1923 годах центр волости, затем до 1953 года центр сельсовета. Фиксировалось также в вариантах Новая Юзеева, Ново-Юзеево. Имело разные статусы, примерно с 1940-х годов окончательно стало селом. Население — 119 человек (2010), в первой половине XX века оно достигало 650 человек.

## География
Находится в северо-западной части района, на автодороге 80К-002 «Белебей — Николаевка — Туймазы — Бакалы» и на левом берегу реки Сюнь.

### Географическое положение
Расстояние:
- до районного центра (Шаран): 41 км,
- до центра сельсовета (Нижние Ташлы): 6 км,
- до ближайшей ж/д станции (Туймазы): 48 км.

### Климат
Село, как и весь район, относится к лесостепной зоне, климат характеризуется как умеренно-континентальный. Среднегодовая температура воздуха — от 1,5 до 2,0 °С. Средняя температура воздуха самого тёплого месяца (июля) — 19 °C (абсолютный максимум — 40 °C); самого холодного (января) — −15 °C (абсолютный минимум — −49 °C). Среднегодовое количество атмосферных осадков составляет 429 мм с колебаниями от 415 до 580 мм, наибольшее количество выпадает летом и осенью. Распределение их по годам и по периодам года крайне неравномерное. Продолжительность снежного покрова в среднем 180 дней.
| Показатель                                                                        | Янв.  | Фев.  | Март | Апр. | Май  | Июнь | Июль | Авг. | Сен. | Окт. | Нояб. | Дек.  |
| --------------------------------------------------------------------------------- | ----- | ----- | ---- | ---- | ---- | ---- | ---- | ---- | ---- | ---- | ----- | ----- |
| Средний суточный максимум, °C                                                     | −8,7  | −7,4  | −0,7 | 9,4  | 17,6 | 21,8 | 24,3 | 22,5 | 15,9 | 7,2  | −0,9  | −6,8  |
| Средняя температура, °C                                                           | −11,4 | −10,6 | −4,1 | 4,9  | 12,9 | 17,6 | 20,2 | 18,4 | 12,2 | 4,5  | −2,9  | −9,1  |
| Средний суточный минимум, °C                                                      | −14,6 | −14,1 | −8,2 | −0,4 | 6,8  | 12   | 14,8 | 13,5 | 8,2  | 1,6  | −5,2  | −11,8 |
| Норма осадков, мм                                                                 | 42    | 34    | 39   | 38   | 52   | 71   | 59   | 57   | 58   | 63   | 49    | 46    |
| Источник: Климатические данные городов по всему миру. Дата обращения: 7 мая 2023. |       |       |      |      |      |      |      |      |      |      |       |       |

## История
Основано по договору о припуске государственными крестьянами на вотчинных землях башкир Киргизской волости Белебеевского уезда, известно с 1786 года.
В «Списке населённых мест по сведениям 1870 года» — деревня Новая Юзеева 4-го стана Белебеевского уезда Уфимской губернии. Располагалась при речке Сюни, по просёлочной дороге из Белебея в Мензелинск, в 108 верстах от уездного города Белебея. Жители занимались земледелием, скотоводством и пчеловодством, была водяная мельница, проходили базары по средам.
В 1895 году учтена как сельцо Ново-Юзеево Заитовской волости VI стана Белебеевского уезда, имелись часовня, школа грамоты, 2 хлебозапасных магазина, 10 базарных лавок и казённая винная лавка. Базары проходили еженедельно по субботам. По описанию, данному в «Оценочно-статистических материалах», сельцо находилось в равнине по левому берегу реки Сюнь, пригодной для устройства мельниц. Селение было на востоке надела. В последнее время 4 десятины пашни и часть лугов пошла под неудобную землю; также часть лугов пошла под выгон. Поля располагались по ровному месту с небольшими склонами к лощинам и оврагам, до 2 верст от селения. Почва — чернозём с небольшой примесью песка. В полях было пять оврагов, из которых два с каждым годом увеличивались; от одного размываемого оврага шли в разные стороны четыре небольших, которые также ежегодно увеличивались. Все овраги имели крутые, обрывистые берега. В селении было четыре веялки, огородов не было. Выгон был около селения, беден растительностью. Молодой скот (тёлки, стригуны) отдавался на выпас соседним башкирам с весны до середины июля по 1 рублю с головы. В 1905 году — сельцо той же волости при реке Сюнь, на почтовом тракте. Имелись винная и две бакалейных лавки, хлебозапасный магазин, часовня и церковно-приходская школа, кузница и водяная мельница. Базар по-прежнему проходил по субботам.
По данным подворной переписи, проведённой в уезде в 1912—13 годах, деревня Ново-Юзеева входила в состав Ново-Юзеевского сельского общества Заитовской волости. 13 хозяйств из 85 не имели земли. Количество надельной земли составляло 728 казённых десятин, из них 675 десятин пашни и залежи, 25 десятин усадебной земли, 6 десятин выгона, 3 — леса и 19 — неудобной земли, также 5 хозяйств купили 63,92 десятины земли, а 212,06 десятины было арендовано 78 хозяйствами. 5 хозяйств сдавали в аренду 20,03 десятины надельной земли. Посевная площадь составляла 373,86 десятины, из неё 166,63 десятины занимала рожь, 89,73 — греча, 35,14 — овёс, 34,26 — горох, 23,06 — просо, 10,48 — картофель, 8,55 — конопля, примерно по 3 десятины — пшеница и полба. Из скота имелось 160 лошадей, 223 головы крупного рогатого скота, 594 овцы, 20 коз и 217 свиней, также 7 хозяйств держали 70 ульев пчёл. 3 человека занимались промыслами.
В 1914 году деревня стала центром вновь образованной Ново-Юзеевской волости.
После революции открывается клуб и изба-читальня, а церковно-приходская школа преобразовывается в четырёхклассную (затем она стала неполной средней).
В 1921 году в селе произошёл страшный пожар, оставивший больше половины жителей без крова.
В 1923 году произошло укрупнение волостей, и село вошло в состав Бакалинской волости Белебеевского кантона Башкирской АССР. В 1930 году в республике было упразднено кантонное деление, образованы районы. Деревня вошла в состав Бакалинского района, в том году она вошла в состав колхоза «Бедняк», вскоре переименованный в колхоз им. Пугачёва. В 1935 году был создан Шаранский район, куда вошёл и Ново-Юзеевский сельсовет. В то время, кроме колхоза им. Пугачёва, в деревне также существовал колхоз «Красный воин». В 1939 году — деревня Ново-Юзеево, центр Ново-Юзеевского сельсовета Шаранского района, куда также входила ныне исчезнувшая деревня Чукаево.
В годы войны и послевоенные годы колхоз им. Пугачёва был крепким и организованным хозяйством. Здесь сделали запруду на реке, поставили мельницу, смонтировали сложную молотилку, сортировку семян и крупорушку, затем поставили маслобойку. Одними из первых в районе построили небольшую электростанцию. Пустили колхозный кирпичный завод, который работал круглосуточно, пилораму и шерсточесалку.
В 1952 году Ново-Юзеево зафиксировано как село, центр того же сельсовета, в 1953 году вошедшего в состав Нижнеташлинского сельсовета. С 1959 года и далее — село Новоюзеево. В начале 1963 года в результате реформы административно-территориального деления село было включено в состав Туймазинского сельского района, с марта 1964 года — в составе Бакалинского, с 30 декабря 1966 года — вновь в Шаранском районе.
В 1958 году село вместе с другими сёлами Нижнеташлинского сельсовета вошло в состав колхоза «Победа». В 1999 году село по-прежнему входило в состав колхоза «Победа», затем — СПК с тем же именем. В 2006—2015 годах в составе СПК «Ташлы».
По состоянию на 1 января 2014 года в личных подсобных хозяйствах села имелось 48 голов крупного рогатого скота (в том числе 22 коровы), 39 свиней, 29 овец, 1 коза и 700 голов птицы.

## Население
| Год  | Число жителей | Мужчин | Женщин | Дворов | Преобладающие национальности / сословия                                                 |
| ---- | ------------- | ------ | ------ | ------ | --------------------------------------------------------------------------------------- |
| 1865 | 219           | 101    | 118    | 38     | 131 русский и 88 чувашей                                                                |
| 1895 | 474           | 238    | 236    | 69     | н/д                                                                                     |
| 1902 | н/д           | н/д    | н/д    | 85     | припущенники, бывшие государственные крестьяне                                          |
| 1905 | 553           | 281    | 272    | 85     | н/д                                                                                     |
| 1912 | 536           | 274    | 262    | 85     | государственные крестьяне из русских и чувашей                                          |
| 1917 | 651           | н/д    | н/д    | 99     | 56 дворов (409 человек) русских и 43 двора (242 человека) чувашей                       |
| 1920 | 633           | 282    | 351    | 113    | н/д                                                                                     |
| 1920 | 668           | н/д    | н/д    | 114    | 67 дворов (422 чел.) русских, 46 дворов (243 чел.) чувашей и 1 двор (3 чел.) «из татар» |
| 1925 | н/д           | н/д    | н/д    | 103    | н/д                                                                                     |
| 1939 | 639           | 301    | 338    | н/д    | н/д                                                                                     |
| 1959 | 370           | 149    | 221    | н/д    | русские                                                                                 |
| 1970 | 215           | 85     | 130    | н/д    | русские                                                                                 |
| 1979 | 203           | 90     | 113    | н/д    | русские                                                                                 |
| 1989 | 166           | 74     | 92     | н/д    | татары                                                                                  |
| 2002 | 131           | 58     | 73     | н/д    | русские (70 %)                                                                          |
| 2010 | 119           | 51     | 68     | н/д    | н/д                                                                                     |

## Инфраструктура
Село электрифицировано и газифицировано, есть кладбище. Имеется водопровод от скважины, введённой в эксплуатацию в 1964 году. Работает нефтебаза, часть населения трудится на Мустафинском нефтяном месторождении АНК «Башнефть», а также в тепличном хозяйстве КФХ «Баллы».
Действует сельский дом культуры (СДК) на 80 мест, фельдшерско-акушерский пункт в одном здании с СДК, а также два магазина. Село обслуживает Шаранская центральная районная больница. До 2014 года также работала неполная средняя школа на 70 учащихся по проекту. Ныне дети учатся в основной школе в селе Нижние Ташлы. Почтовое отделение также находится в селе Нижние Ташлы.

## Достопримечательности
В 2020 году состоялось открытие мемориального комплекса участникам Великой Отечественной войны. 

## Транспорт
В селе три улицы — Центральная (асфальтирована, представляет собой часть автодороги 80К-002), Речная и Школьная (грунтовые просёлочные дороги). 
Имеется автобусная остановка «Новоюзеево», на которой останавливаются маршруты «Октябрьский — Бакалы» и «Туймазы — Бакалы».

### Комментарии
1. ↑  По официальным данным переписи.
2. ↑  По данным современного подсчёта по сохранившимся подворным карточкам.